# Football League Group Trophy

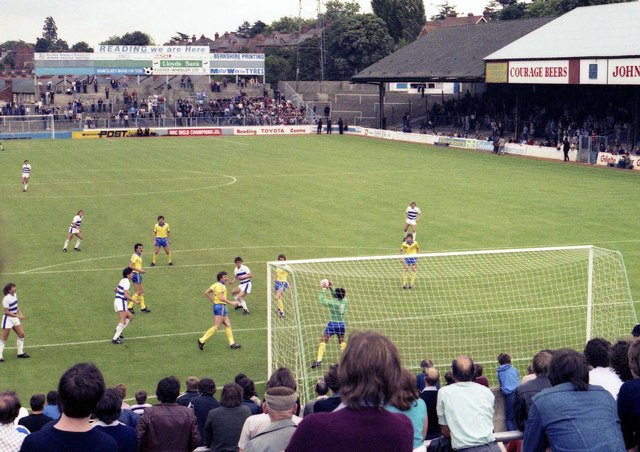
Imagen de un partido con el equipo de Reading FC.

La Football League Group Cup o Football League Group Trophy fue una competición futbolística de corta duración en los años 80, que sustituía a las copas de la Football League, Copa Texaco y Copa Anglo-Escocesa.
Posteriormente se extinguirá y la sustituirá otra competición, llamada Football League Trophy que comenzó en la temporada 1983-84. Sin embargo contaban con equipos y competiciones incluidas diferentes. 
Había 32 participantes en la pretemporada, se dividían geográficamente en 8 mini-ligas de 4 clubes cada una que representaban a la segunda, tercera y cuarta divisiones de la Football League. Los ganadores de los 8 grupos se enfrentaban en una competición al KO.

## Palmarés
Final 1981-82

(Jugado en Blundell Park, Grimsby, el 6 de abril de 1982) 
- Grimsby Town 3 Wimbledon 2

La competición continuó en un formato similar en la temporada 1982-83 pero se renombró a Football League Trophy. En esta ocasión se incluían dos clubes de la "First Division", el Norwich City y el Watford.
Final 1982-83

(Jugado en Sincil Bank, Lincoln, el 20 de abril de 1983)
- Lincoln City 2  Millwall 3